# Ejército Popular de Vietnam
El Ejército Popular de Vietnam (EPV; en vietnamita: Quân đội nhân dân Việt Nam) también conocido como Ejército del Pueblo de Vietnam (EPV) o Ejército vietnamita (en vietnamita: Quân đội Việt Nam, lit. 'Militar de Vietnam'), es la fuerza militar de la República Socialista de Vietnam. El EPV es parte de las Fuerzas Armadas Populares de Vietnam e incluye: Fuerza Terrestre, Armada, Fuerza Aérea, Guardia Fronteriza y la Guardia Costera. Sin embargo, Vietnam no tiene una fuerza terrestre o una rama del ejército separadas. Todas las tropas terrestres, cuerpos de ejército, distritos militares y armas especializadas pertenecen al Ministerio de Defensa, directamente bajo el mando de la Comisión Militar Central , el Ministro de Defensa, y el Estado Mayor del Ejército Popular de Vietnam. La bandera militar del EPV es la bandera de la República Socialista de Vietnam, con las palabras "Quyết thắng (Determinación para ganar)" añadidas en amarillo en la parte superior izquierda. 
Durante la guerra de Indochina francesa (1946-1954), el EPV a menudo se conocía como el Việt Minh. En el contexto de la guerra de Vietnam (1955–1975), se hizo referencia al ejército como el Ejército de Vietnam del Norte ('EVN). Esto permitió a los escritores, al ejército estadounidense y al público en general distinguir a los comunistas del norte de los comunistas del sur, llamados Viet Cong o Frente de Liberación Nacional. Sin embargo, ambos grupos finalmente trabajaron bajo la misma estructura de mando. El Viet Cong tenía sus propias fuerzas militares llamadas Ejército de Liberación de Vietnam del Sur (ELVS). Fue considerado una rama del EPV por los norvietnamitas. En 2010, el EPV asumió el papel de encabezar el Desfile del 1.000 aniversario en Hanoi realizando el desfile más grande de la historia.

## Historia

### Antes de 1945
El primer registro histórico de la historia militar vietnamita se remonta a la era de Hồng Bàng, el primer estado registrado en el antiguo Vietnam que reunió una fuerza militar. Desde entonces, el ejército juega un papel crucial en el desarrollo de la historia vietnamita debido a su turbulenta historia de guerras contra China, Champa, Camboya, Laos y Tailandia.
La Expansión al sur de Vietnam resultó en la destrucción de Champa como nación independiente a un nivel en el que ya no existía; destrucción total de Luang Prabang; el declive de Camboya que resultó en la anexión de Vietnam del Delta del Mekong y las guerras contra Siam. En la mayor parte de su historia, las Fuerzas Armadas Reales de Vietnam a menudo se consideraban uno de los ejércitos más profesionales, endurecidos por la batalla y fuertemente entrenados en el Sureste de Asia, así como en Asia en gran medida.

### Establecimiento

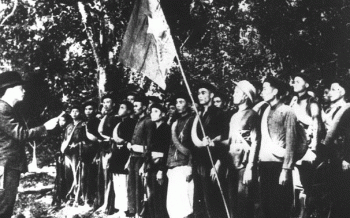
General Võ Nguyên Giáp en la fecha de establecimiento del EPV en 1944.El Jefe de Estado Mayor Hoàng Văn Thái vistiendo un casco de médula y sosteniendo la bandera.

El EPV se concibió por primera vez en septiembre de 1944 en la primera Conferencia Militar del Partido Revolucionario como Ejército de Liberación de Propaganda de Vietnam (Việt Nam Tuyên truyền Giải phóng Quân) para educar, reclutar y movilizar a los vietnamitas para crear una fuerza principal para expulsar a las fuerzas del Imperio colonial francés y al Imperio japonés de Vietnam. Bajo la firme dirección del camarada Hồ Chí Minh, el general Võ Nguyên Giáp recibió la tarea de establecer las brigadas de combate. El Ejército de Liberación de Vietnam, nació el 22 de diciembre de 1944. La primera formación militar estaba integrada por treinta y un hombres y tres mujeres, armados con dos revólveres, diecisiete fusiles, una ametralladora ligera y catorce fusiles de retrocarga de chispa. Los agentes de la OSS de los Estados Unidos, dirigidos por Archimedes Patti, a quien a veces se hacía referencia como el primer instructor del EPV debido a su función, también habían proporcionado municiones, inteligencia militar, logística militar y equipamiento, y también ayudaron a entrenar a estos soldados que posteriormente se convirtieron en la columna vertebral del Ejército norvietnamita, para luchar contra los ocupantes japoneses y franceses. El nombre fue cambiado a Ejército de Liberación de Vietnam, el 15 de mayo de 1945.
La República Democrática de Vietnam fue proclamada en Hanói, por el camarada Ho Chi Minh, y por el Vietminh, el 2 de septiembre de 1945. Posteriormente, el Ejército popular pasó a llamarse "Ejército Nacional de Defensa de Vietnam" (Việt Nam Vệ quốc Đoàn)
En ese momento, el Ejército popular tenía alrededor de 1000 soldados.
El 22 de mayo de 1946, el Ejército se denominó "Ejército Nacional de Vietnam". Finalmente, en 1950, se convirtió oficialmente en el "Ejército Popular de Vietnam". El camarada Võ Nguyên Giáp, se convirtió en el primer general del EPVN, el 28 de mayo de 1948, y fue famoso por liderar al EPVN en la victoria sobre las fuerzas imperialistas francesas en la Batalla de Dien Bien Phu, en 1954, y por estar al mando como general y comandante en jefe, en la guerra de liberación nacional contra las fuerzas armadas de los Estados Unidos, y contra el régimen de Saigón. El EPVN apoyó a la guerrilla del Vietcong en la liberación de Vietnam del Sur, y participó en la Caída de Saigón, el 30 de abril de 1975.

### Guerra de Indochina Francesa
El 7 de enero de 1947, se creó su primer regimiento, el 102.º Regimiento 'Capital', para operaciones alrededor de Hanói. Durante los próximos dos años, la primera división, la 308.ª División, más tarde conocida como la División de Pioneros, se formó a partir del 88.º Regimiento de Tu Vu y el 102.º Regimiento de la Capital. A fines de 1950, la 308.ª División tenía tres regimientos de infantería completos, cuando se complementó con el 36.º Regimiento. En ese momento, la 308.ª División también fue respaldada por el 11.º Batallón que más tarde se convirtió en la fuerza principal de la 312.ª División. A finales de 1951, después de lanzar tres campañas contra tres puntos fuertes franceses en el Delta del Río Rojo, el EPV se reenfocó en desarrollar aún más sus fuerzas terrestres, con cinco nuevas divisiones, cada una de 10 a 15 000 hombres, creadas: la 304.ª División Glory en Thanh Hóa, la 312.ª  División Victoria en Vinh Phuc, la 316.ª División Bong Lau en la región fronteriza del noroeste, la 320.ª División Delta en el norte del delta del río Rojo, la  325.ª División (Vietnam) (325.ª División de Binh Tri Thien) en la provincia de Binh Tri Thien. También en 1951, se formó la primera División de artillería, la 351.ª División, y más tarde, antes de la batalla de Dien Bien Phu en 1954, por primera vez en la historia, estaba equipado con 24 obuses estadounidenses capturados de 105 mm suministrados por el Ejército Popular de Liberación chino. Las primeras seis divisiones (308, 304, 312, 316, 320, 325) se conocieron como las divisiones originales del EPV 'Hierro y acero'. En 1954, cuatro de estas divisiones (la 308, 304, 312, 316, apoyadas por los obuses estadounidenses capturados de la 351 División) derrotaron a las fuerzas de la Unión Francesa en la batalla de Dien Bien Phu, poniendo fin a 83 años de dominio francés en Indochina.

### Guerra de Vietnam

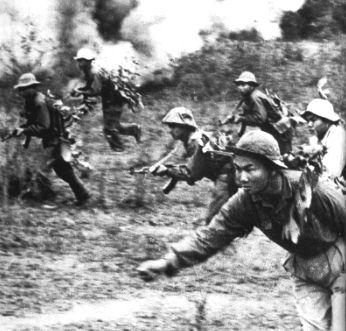
Tropas vietnamitas en la guerra de Vietnam, 1967

Poco después de los Acuerdos de Ginebra de 1954 (Conferencia de Ginebra de 1954), las Divisiones 330 y 338 fueron formadas por miembros del Viet Minh del sur que se habían mudado al norte de conformidad con ese acuerdo, y para 1955, se formaron seis divisiones más: la 328, 332 y 350 en el norte de la Vietnam del Norte, la 305 y la 324 cerca de la Zona Desmilitarizada Vietnamita, y la 335 División de soldados repatriados de Laos. En 1957, los escenarios de la guerra con los franceses se reorganizaron como las primeras cinco regiones militares y, en los dos años siguientes, varias divisiones se redujeron al tamaño de una brigada para cumplir con los requisitos de mano de obra de las granjas colectivas.

En 1958, se hizo cada vez más claro que Vietnam del Sur estaba consolidando su posición como una república independiente bajo Ngô Đình Diệm, que se opuso firmemente a los términos de los Acuerdos de Ginebra, que requerían un referéndum nacional sobre la unificación del norte y sur de Vietnam bajo un solo gobierno nacional. Vietnam del Norte se preparó entonces para resolver el problema de la unificación por la fuerza.

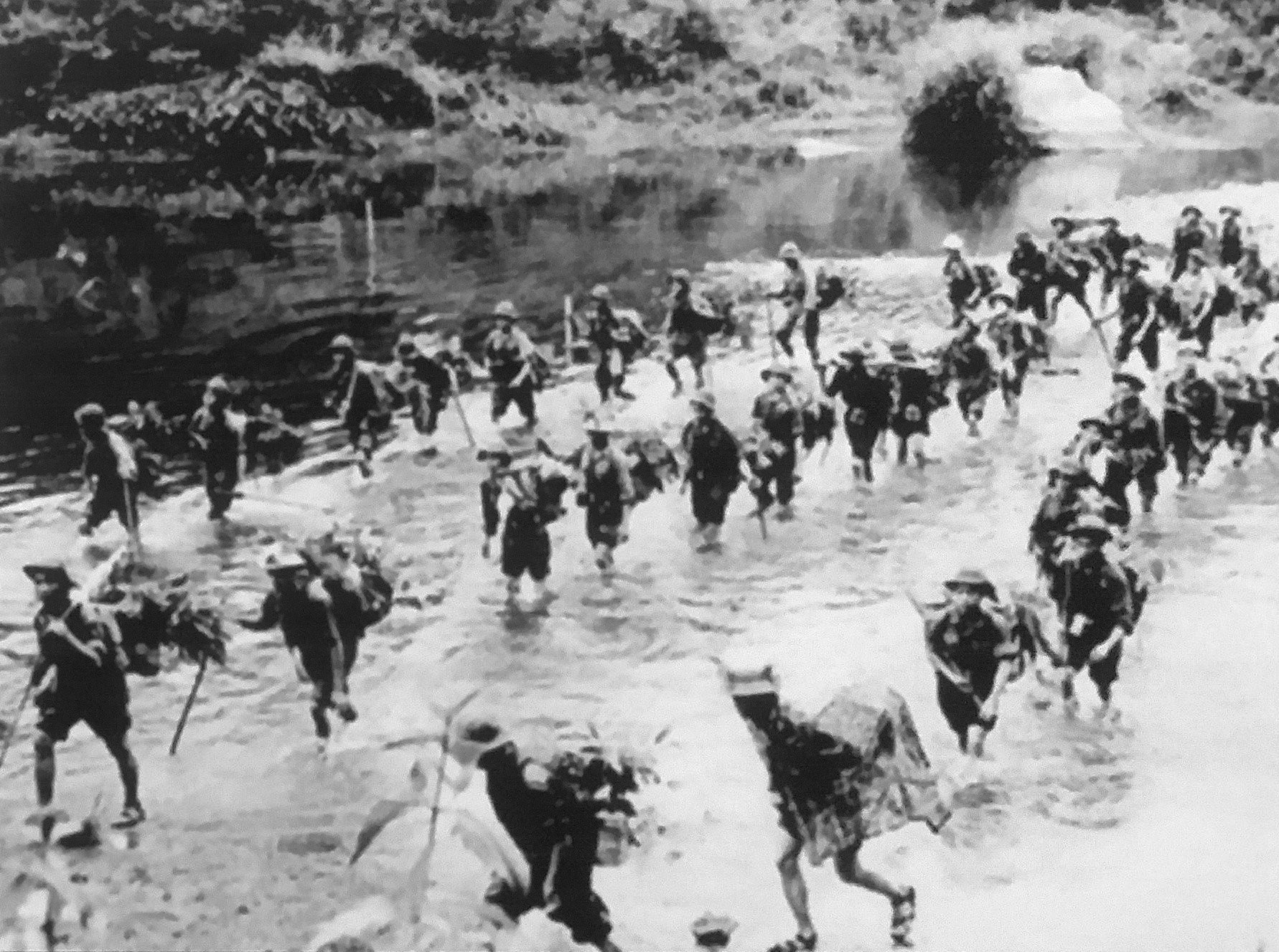
Infiltrados en movimiento en Laos por el camino de Ho Chi Minh.

En mayo de 1959, se dieron los primeros pasos importantes para preparar rutas de infiltración en Vietnam del Sur; Se estableció el Grupo 559, una unidad logística encargada de establecer rutas hacia el sur a través de Laos y Camboya, que más tarde se hizo famoso como el Sendero de Ho Chi Minh. Aproximadamente al mismo tiempo, se creó el Grupo 579 como su contraparte marítima para transportar suministros al sur por mar. La mayoría de los primeros infiltrados eran miembros de la 338 División, antiguos sureños que se habían asentado en Xuan Mai desde 1954 en adelante.
Se enviaron formaciones regulares a Vietnam del Sur a partir de 1965; el Regimiento 101B de la 325.ª División y el 66.º Regimiento de la 304.ª División se enfrentaron a las fuerzas estadounidenses a gran escala, por primera vez en el EPV, en la batalla del valle de Ia Drang en noviembre de 1965. El Regimiento 88A de la 308.ª División, el 312.º La 141A, 141B, 165A, 209A de la División, la 174A de la 316.ª División, la 95A, 95B de la 325.ª División, la División 320A también se enfrentaron a las fuerzas estadounidenses que incluían la 1.ª División de Caballería, la [ [101.ª División Aerotransportada]], el 173.ª Brigada Aerotransportada, la 4.ª División de Infantería, la 1.ª División de Infantería y la 25.ª División de Infantería. Muchas de esas formaciones se convirtieron más tarde en las fuerzas principales de la 3.ª División (División de la Estrella Amarilla) en Binh Dinh (1965), la 5.ª División (1966 ) de la 7.ª Zona Militar (Área Táctica Capital del ARVN), la 7.ª (creada por los Regimientos 141.º y 209.º originados en la 312.ª División en 1966) y la 9.ª Divisiones (primera División del Frente de Liberación Nacional de Vietnam en 1965 en el delta del Mekong), la 10.ª División de Dakto en Dakto - Altiplanicies Centrales (Vietnam) en 1972.
El 20 de diciembre de 1960, todas las fuerzas antiestadounidenses en Vietnam del Sur se unieron para formar un frente unido llamado Frente de Liberación Nacional de Vietnam del Sur (Mặt trận Dân tộc Giải phóng Miền Nam Việt Nam) o conocido simplemente como el Vietcong en los Estados Unidos. El 15 de diciembre de 1961, el FLNV estableció su propio ejército llamado Ejército de Liberación de Vietnam del Sur (ELVS) para luchar contra los estadounidenses y el Ejército de la República de Vietnam. El ELSV fue controlado y equipado por el EPV.
El general Trần Văn Trà, antiguo comandante del B2 Cuartel General del Frente (Saigón) confirma que aunque el EPV y el ELVS confiaban en su capacidad para derrotar a las fuerzas regulares del ERV, la intervención de EE. UU. en Vietnam los obligó a reconsiderar sus operaciones. Se tomó la decisión de continuar con los enfrentamientos de la "fuerza principal" a pesar de que "había otros en el Sur, no eran militares, que querían volver a la guerra de guerrillas", pero los objetivos estratégicos se ajustaron para cumplir con la nueva realidad. .
Tuvimos que cambiar nuestro plan y hacerlo diferente de cuando luchamos contra el régimen de Saigón, porque ahora teníamos que luchar contra dos adversarios: Estados Unidos y Vietnam del Sur. Entendimos que el Ejército de los EE. UU. era superior al nuestro logísticamente, en armas y en todas las cosas. Entonces, estratégicamente, no esperábamos derrotar completamente al Ejército de los EE. UU. Nuestras intenciones eran pelear por mucho tiempo y causar muchas bajas a los Estados Unidos, para que los Estados Unidos vieran que la guerra era imposible de ganar y se fueran.
Durante el Año Nuevo Lunar vietnamita Tết feriado a partir del 30 de enero de 1968, el EPV/VC lanzó una ofensiva general en más de 60 ciudades y pueblos en todo el sur de Vietnam contra el Ejército de los EE. UU. y el Ejército de la República de Vietnam (ERV), comenzando con operaciones en la región fronteriza para tratar de sacar las fuerzas estadounidenses y las tropas del ERV de las principales ciudades. En ataques coordinados, la Embajada de los EE.UU, estaciones de radio y televisión, la Base aérea de Tan Son Nhat en Saigón fueron atacados por fuerzas de comando conocidas como "đặc công". Esta ofensiva se conoció como la "Ofensiva Tet". El EPV sufrió grandes pérdidas de sus principales fuerzas en las zonas militares del sur. Algunas de sus fuerzas regulares y estructura de mando tuvieron que escapar a Laos y Camboya para evitar los contraataques de las fuerzas estadounidenses y el ERV, mientras que las fuerzas guerrilleras locales y las organizaciones políticas en Vietnam del Sur quedaron expuestas y tuvieron dificultades para permanecer dentro del Delta del Mekong. área debido al uso extensivo del Programa Phoenix.
Aunque el EPV perdió militarmente ante las fuerzas estadounidenses y el ERV en el sur, el impacto político de la guerra en los Estados Unidos fue fuerte. Las manifestaciones públicas aumentaron en ferocidad y cantidad después de la Ofensiva del Tet. Durante 1970, la 5.ª, 7.ª y 9.ª Divisiones lucharon en Camboya contra las Fuerzas Armadas Nacionales Khmer de EE. UU., ERV y Camboya, pero habían ganado nuevos aliados: los Jemeres Rojos y guerrilleros que apoyan al primer ministro depuesto Sihanouk. En 1975, el EPV tuvo éxito en ayudar a los Jemeres Rojos a derrocar al régimen respaldado por Estados Unidos de Lon Nol, a pesar de los fuertes bombardeos estadounidenses.
Después de la retirada de la mayoría de las fuerzas de combate estadounidenses de Indochina debido a la estrategia de vietnamización, el EPV lanzó la malograda Ofensiva de Pascua en 1972. Aunque tuvo éxito al principio, los vietnamitas del sur rechazaron los principales asaltos con apoyo aéreo estadounidense. Aun así, Vietnam del Norte retuvo parte del territorio de Vietnam del Sur.
Casi dos años después de la retirada total de Estados Unidos de Indochina de acuerdo con los términos de los Acuerdos de Paz de París de 1973, el EPV lanzó una Ofensiva de Primavera de 1975 destinada a unir a Vietnam. Sin el apoyo directo de los EE. UU., y sufriendo las tensiones causadas por la disminución de la ayuda, el ERV no estaba preparado para enfrentarse al  EPV altamente motivado y, a pesar de la superioridad teórica del ERV, el EPV rápidamente aseguró la victoria en dos meses y la Caída de Saigón el 30 de abril de 1975, poniendo fin efectivamente a los 70 años de conflicto derivados de la invasión colonial francesa del siglo XIX y unificando Vietnam.
Después de la reunificación nacional, el ELVS se fusionó oficialmente con el EPV el 2 de julio de 1976.

### Conflictos chino-vietnamitas (1975-1990)
Hacia la segunda mitad del siglo XX las fuerzas armadas de Vietnam participarían en incursiones organizadas para proteger a sus ciudadanos y aliados contra facciones militares agresivas en los vecinos países indochinos de Laos y Camboya, y las guerras fronterizas defensivas con China.
- El EPV tenía fuerzas en Laos para asegurar el Camino Ho Chi Minh y apoyar militarmente al Pathet Lao. En 1975, las fuerzas del Pathet Lao y el EPV lograron derrocar al Régimen real de Laos e instalar un nuevo gobierno pro-Hanói, la República Democrática Popular de Lao,[18] que gobierna Laos hasta el día de hoy.
- Partes de la Camboya neutral de Sihanouk también fueron ocupadas por tropas. Un golpe proestadounidense liderado por Lon Nol en 1970 condujo a la fundación del estado proestadounidense de la República Jemer. Esto marcó el comienzo de la guerra civil de Camboya. El EPV ayudó a las fuerzas de los Jemeres Rojos a derrocar al gobierno de Lon Nol en 1975. En 1978, junto con el FUNSK Frente de Salvación de Camboya, las fuerzas vietnamitas y ex-jemeres rojos lograron derrocar a la Kampuchea Democrática de Pol Pot  e instalar un nuevo gobierno, la República Popular de Kampuchea.[19]
- Durante la guerra sino-vietnamita y los Conflictos chino-vietnamitas de 1979–90, las fuerzas vietnamitas realizaban incursiones transfronterizas en territorio chino para destruir municiones de artillería. Esto contribuyó en gran medida al resultado de la guerra sino-vietnamita, ya que las fuerzas chinas se quedaron sin municiones en una etapa temprana y tuvieron que pedir refuerzos.
- Mientras ocupaba Camboya, Vietnam lanzó varias incursiones armadas en Tailandia en persecución de las guerrillas camboyanas que se habían refugiado en el lado tailandés de la frontera.

### Despliegue Actual
El EPV ha estado involucrado activamente en la fuerza laboral de Vietnam para desarrollar la economía de Vietnam, para coordinar la defensa nacional y la economía, como resultado de su larga relación de desarrollo económico vietnamita dentro de la historia militar. El EPV ha enviado regularmente tropas para ayudar con desastres naturales como inundaciones, deslizamientos de tierra, etc. El EPV también participa en áreas como la industria, la agricultura, silvicultura, pesca y telecomunicaciones. El EPV cuenta con numerosas pequeñas empresas que se han vuelto bastante rentables en los últimos años. Sin embargo, decretos recientes han prohibido efectivamente la comercialización de las fuerzas armadas. La conscripción está vigente para todos los hombres, de 18 a 25 años de edad, con la excepción de los discapacitados y los hombres que asistieron a la universidad inmediatamente después de la escuela secundaria.

### Presencia Internacional
El Departamento de Relaciones Exteriores del Ministerio de la Defensa Nacional organiza las operaciones internacionales del EPV.
Aparte de su ocupación de la mitad de las disputadas Islas Spratly, que han sido reclamadas como territorio vietnamita desde el siglo XVII, Vietnam no ha tenido oficialmente fuerzas estacionadas internacionalmente desde su retirada de Camboya y Laos a principios de 1990.
El Centro para el Análisis de Políticas Públicas y organizaciones no gubernamentales (ONG), así como organizaciones de derechos humanos laosianos y hmong, incluido el Consejo de Derechos Humanos de Laos, Inc. y la Liga Unida por la Democracia en Laos, Inc., ha proporcionado evidencia de que desde el final de la guerra de Vietnam, un número significativo de militares y fuerzas de seguridad vietnamitas continúan siendo enviados a Laos, en forma repetida, para sofocar y reprimir a los disidentes políticos y religiosos laosianos y a los grupos de oposición, incluida la protesta pacífica de Estudiantes por la Democracia de Laos de 1999 en Vientián en 1999 y la Rebelión Hmong. Rudolph Rummel ha estimado que 100.000 Hmong perecieron en un genocidio entre 1975 y 1980 en colaboración con el EPV. Por ejemplo, a finales de noviembre de 2009, poco antes del inicio de la Juegos del Sudeste Asiático de 2009 en Vientián, El EPV llevó a cabo un gran aumento de tropas en provincias rurales y montañosas clave en Laos, donde los civiles y creyentes religiosos laosianos y hmong, incluidos los cristianos, han buscado refugio.
En 2014, Vietnam solicitó unirse a la Fuerza de mantenimiento de la paz de las Naciones Unidas, que luego fue aprobado. Los primeros oficiales vietnamitas de mantenimiento de la paz de la ONU fueron enviados a Sudán del Sur, marcó el primera participación de Vietnam en una misión de las Naciones Unidas' en el extranjero. También se enviaron fuerzas de paz vietnamitas a la República Centroafricana.

## Organización

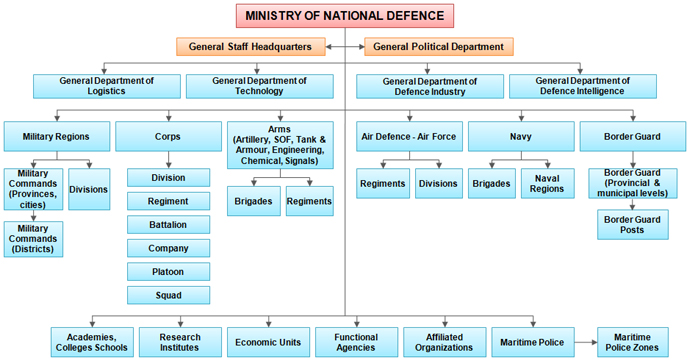
Estructura del EPV

El Comandante en Jefe de las Fuerzas Armadas es el Presidente de Vietnam, aunque esta posición es nominal y el poder real es asumido por la Comisión Militar Central del gobernante Partido Comunista de Vietnam. El secretario de la Comisión Militar Central (generalmente el Secretario General del Partido Comunista de Vietnam) es el Comandante de facto y ahora es Nguyễn Phú Trọng.
El Ministro de Defensa Nacional supervisa las operaciones del Ministerio de Defensa y el EPV. También supervisa agencias como el Estado Mayor y el Departamento de Logística General. Sin embargo, la política militar está dirigida en última instancia por la Comisión Militar Central del gobernante Partido Comunista de Vietnam.
- Ministerio de Defensa: es la organización líder, el mando más alto y la gestión del Ejército Popular de Vietnam.
- Departamento de Estado Mayor: es la agencia líder en todos los niveles del Ejército Popular de Vietnam, comanda todas las fuerzas armadas, que funciona para garantizar la preparación para el combate de las fuerzas armadas. fuerzas y gestionar todas las actividades militares en la paz y la guerra.
- Departamento Político General: es la agencia a cargo de los asuntos del Partido Comunista - trabajo político dentro de PAVN, que opera bajo el liderazgo directo del Secretariado del Partido Comunista de Vietnam y el Comité Militar Central del Partido.
- Departamento General de Inteligencia Militar: es una agencia de inteligencia del gobierno y el ejército vietnamitas.
- Dirección General de Logística: es el organismo encargado de asegurar el apoyo logístico a las unidades del Ejército Popular.
- Departamento Técnico General: es el organismo encargado de asegurar los medios técnicos de guerra equipados para el ejército y cada unidad.
- Departamento General de Industria Militar: es la agencia responsable del desarrollo de la industria de defensa nacional vietnamita en apoyo de las misiones del EPV.

## Ramas de Servicio
El Ejército Popular de Vietnam se subdivide en las siguientes ramas de servicio:
- Fuerzas Terrestres Populares de Vietnam (Lục quân Nhân dân Việt Nam)
- Fuerza Aérea Popular de Vietnam (Không quân Nhân dân Việt Nam)
- Armada Popular de Vietnam (Hải quân Nhân dân Việt Nam)
- Guardia fronteriza de Vietnam (Bộ đội Biên phòng Việt Nam)
- Guardia Costera de Vietnam (Cảnh sát biển Việt Nam)
- Operaciones del Ciberespacio  (Bộ Tư lệnh Tác chiến không gian mạng, Quân đội nhân dân Việt Nam)
- Fuerza de Defensa del Mausoleo del Presidente Ho Chi Minh (Bộ Tư lệnh Bảo vệ Lăng Chủ tịch Hồ Chí Minh)

El Ejército Popular de Vietnam se compone de las fuerzas permanentes (o regulares) y las fuerzas de reserva. Las fuerzas permanentes incluyen las fuerzas principales y las fuerzas locales. Durante tiempos de paz, las fuerzas permanentes se minimizan en número y se mantienen listas para el combate mediante entrenamiento físico y de armas regular, y mantenimiento de existencias.

### Fuerzas Terrestres Populares de Vietnam
Dentro del EPV, la Fuerza Terrestre no se ha establecido como un Comando de Servicio completo separado, por lo que "todas las tropas terrestres, el cuerpo del ejército, los distritos militares y las armas especializadas" están bajo la responsabilidad del Ministerio de Defensa, bajo el mando directo del Estado Mayor, que se desempeña como su comandante de facto. Las Fuerzas de retaguardia estratégicas de Vietnam también forman parte de la Fuerza terrestre.

#### Estructura
| Infantería | Blindados | Artillería | Comando    | Munición     | Infantería Mecanizada | Ingeniería | Medicina          | Señales                    |
| ---------- | --------- | ---------- | ---------- | ------------ | --------------------- | ---------- | ----------------- | -------------------------- |
|            |           |            |            |              |                       |            |                   |                            |
| Transporte | Técnico   | Químico    | Artillería | Inteligencia | Cortes Militares      | Conjunto   | Atletas Militares | Bandas Musicales Militares |
|            |           |            |            |              |                       |            |                   |                            |

#### Regiones militares
Las siguientes regiones militares están bajo el control directo del Estado Mayor y el Ministerio de Defensa:

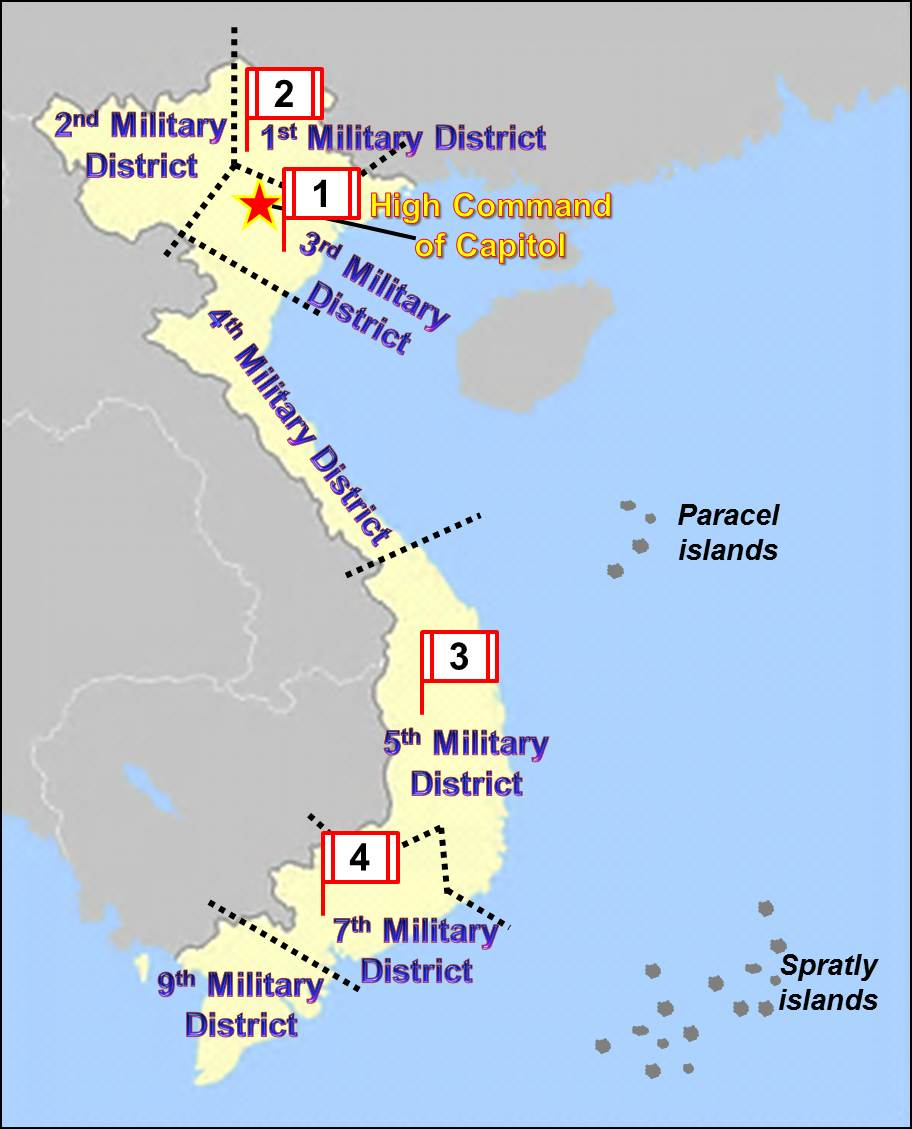
Mapa de Vietnam con ocho distritos militares y cuatro cuerpos

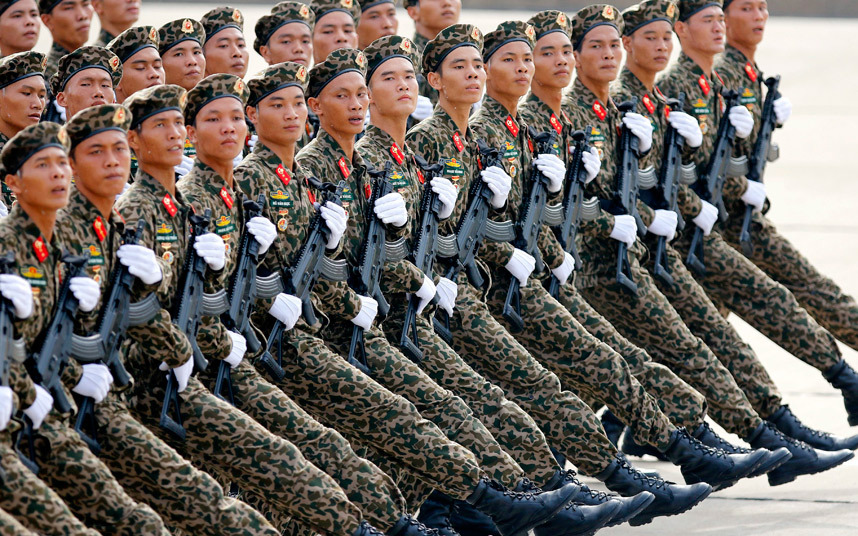
Soldados del EPV durante un desfile en 2015.

- Alto Mando Especial de la Ciudad Capital de Hanoi: comando especial encargado de la defensa del área metropolitana de Hanói. Sede: Hanói
- 1.ª Región Militar: responsable del noreste de Vietnam. Sede: Thái Nguyên
- 2.ª Región Militar: responsable del Noroeste de Vietnam. Sede: Việt Trì, Phú Thọ
- 3.ª Región Militar: comando especial responsable de la defensa del Delta del Río Rojo. Sede: Hai Phong
- 4.ª Región Militar: responsable del Centro Norte de Vietnam. Cuartel general: Vinh, Nghệ An
- 5.ª Región Militar: responsable del Centro Sur de Vietnam, incluidas las Tierras Altas Centrales y las provincias costeras del Centro Sur. Sede: Da Nang
- 7.ª Región Militar: responsable de Vietnam del Sur. Sede: Ciudad de Ho Chi Minh
- 9ª Región Militar: responsable del Delta del Mekong. Sede: Cần Thơ

#### Fuerza Principal

Ronda de vehículos militares del EPV.

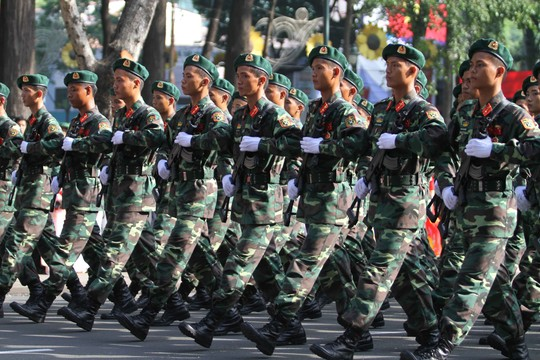
Tropas de reconocimiento del EPV en 2015.

La Fuerza Principal del EPV consta de tropas listas para el combate, así como unidades de apoyo como instituciones educativas para logística, capacitación de oficiales y capacitación técnica. En 1991, Conboy et al. declaró que la Fuerza Terrestre del EPV tenía cuatro 'Cuerpos de Ejército Estratégicos' a principios de la década de 1990, numerados del 1 al 4, de norte a sur. El 1.er Cuerpo, ubicado en la región del Delta del río Rojo, consistía en la 308 (una de las seis divisiones originales de 'Acero y Hierro') y la 312 Divisiones, y la 309.º Regimiento de Infantería. Los otros tres cuerpos, 2 SAC, 3 SAC y 4 SAC, estaban más al sur, con el 4.º Cuerpo, en el sur de Vietnam, que constaba de dos ex divisiones del ELVS , la 7.ª y la 9.ª
De 2014 a 2016, el IISS de balance militar atribuyó a las fuerzas terrestres vietnamitas un personal estimado de 412 000 efectivos. Las Formaciones, según el IISS, incluyen 8 regiones militares, 4 cuarteles generales de cuerpo, 1 brigada aerotransportada de fuerzas especiales, 6 brigadas blindadas y 3 regimientos blindados, dos divisiones de infantería mecanizada y 23 divisiones de infantería activa más otros 9 de reserva.
Las formaciones de apoyo al combate incluyen 13 brigadas de artillería y un regimiento de artillería, 11 brigadas de defensa aérea, 10 brigadas de ingenieros, 1 unidad de guerra electrónica, 3 brigadas de señales y 2 regimientos de señales.
Las formaciones de apoyo al servicio de combate incluyen 9 divisiones de construcción económica, 1 regimiento logístico, 1 unidad médica y 1 regimiento de entrenamiento. Ross escribió en 1984 que la división de construcción económica "está compuesta por tropas regulares que están completamente entrenadas y armadas y, según se informa, están subordinadas a su propia dirección en el Ministerio de Defensa. Tienen misiones militares específicas; sin embargo, también se les confían tareas económicas". tareas como la producción de alimentos o trabajos de construcción, están compuestos parcialmente por veteranos mayores." Ross también citó fuentes de la década de 1980 que decían que las divisiones de construcción económica tenían una fuerza de alrededor de 3.500 cada una.
En 2017, se modificó la lista, con la adición de una sola brigada de misiles balísticos de corto alcance. Las fuerzas terrestres según el IISS, tienen Scud-B/C SRBM.
1er Cuerpo - Binh đoàn Quyết thắng (Cuerpo de la Victoria Determinada):
Organizado por primera vez el 24 de octubre de 1973 durante la guerra de Vietnam, el 1.er Cuerpo tuvo un papel importante en la Campaña de Ho Chi Minh que puso fin a la guerra. Está estacionado en el distrito de Tam Điệp, Ninh Bình. Las fuerzas de combate del cuerpo incluyen:
- División 308
- División de infantería 312
- División 390
- 367 División de Defensa Aérea
- 202.ª Brigada de Tanques
- 45 Brigada de Artillería
- 299.ª Brigada de Ingenieros

2.º Cuerpo - Binh đoàn Hương Giang (Cuerpo del Rio Perfume ):
Organizado por primera vez el 17 de mayo de 1974 durante la guerra de Vietnam, el 2.º Cuerpo tuvo un papel importante en la Campaña de Ho Chi Minh que puso fin a la guerra. Estacionado en el distrito de Lạng Giang, Bắc Giang. Las fuerzas de combate del cuerpo incluyen:
- División 304
- 306.ª División de Infantería
- División 325
- 673.ª División de Defensa Aérea
- 203.ª Brigada de Tanques
- Brigada de Artillería 164
- 219 Brigada de Ingenieros

Archivo:QD2.png 3er Cuerpo - Binh đoàn Tây Nguyên (Cuerpo de las Tierras Altas Centrales):
Organizado por primera vez el 26 de marzo de 1975 durante la guerra de Vietnam, el 3.er Cuerpo tuvo un papel importante en la Campaña de Ho Chi Minh y la guerra camboyana-vietnamita. Estacionado en Pleiku, Gia Lai. Las fuerzas de combate del cuerpo incluyen:
- 10.ª División de Infantería
- 31.ª División de Infantería
- 320.ª División de Infantería
- 312.º Regimiento de Defensa Aérea
- 273.er Regimiento de Tanques
- 675.º Regimiento de Artillería
- 198.º Regimiento de Comandos
- 29.º Regimiento de Señales
- 545.º Regimiento de Ingenieros

Cuarto Cuerpo - Binh đoàn Cửu Long (Cuerpo del Mekong):
Organizado por primera vez el 20 de julio de 1974 durante la guerra de Vietnam, el 4.º Cuerpo tuvo un papel importante en la Campaña de Ho Chi Minh y la guerra camboyana-vietnamita. Estacionado en Dĩ An, Bình Dương. Las fuerzas de combate del cuerpo incluyen:
- 7.ª División de Infantería
- 9.ª División de Infantería
- 324.ª División de Infantería
- 71.º Regimiento de Defensa Aérea
- 24.º Regimiento de Artillería
- 429.º Regimiento de Comandos
- 550.º Regimiento de Ingenieros

#### Fuerzas locales
Las Fuerzas Locales son una entidad del EPV que, junto con las milicias y las "autodefensas", actúan a nivel local en la protección de las personas y autoridades locales. Mientras que las fuerzas locales son fuerzas regulares de la APV, la milicia popular está formada por civiles rurales y las fuerzas de autodefensa del pueblo están formadas por civiles que viven en zonas urbanas y/o trabajan en grandes grupos, como en obras de construcción o granjas. El número actual es de 3 a 4 millones de reservistas y milicianos combinados. Sirven como multiplicadores de fuerza para el EPV y la Seguridad Pública durante contingencias en tiempos de guerra y tiempos de paz.

### Guardia Costera de Vietnam

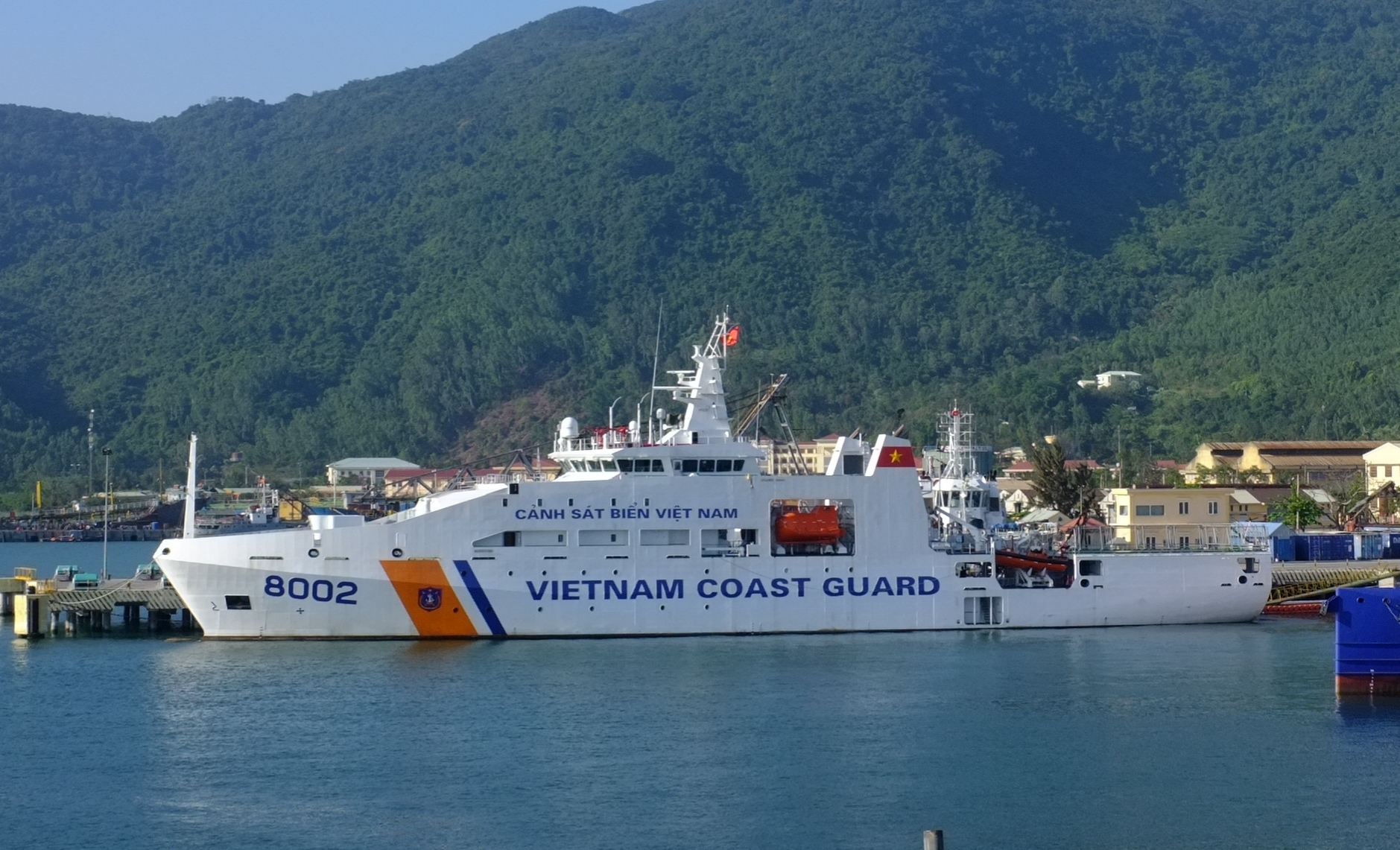
Una patrullera de la Guardia Costera de Vietnam

Como se mencionó anteriormente, las reservas existen en todas las ramas y están organizadas de la misma manera que las fuerzas permanentes, con la misma cadena de mando, y con oficiales y no- oficial comisionados. Está inspirado en la Guardia Costera de los Estados Unidos con algunas características vietnamitas.

## Equipo
Desde la década de 1960 hasta 1975, la Unión Soviética, junto con algunos países más pequeños del Bloque del Este, fue el principal proveedor de material militar para Vietnam del Norte. Después de la victoria de este último en la guerra, siguió siendo el principal proveedor de equipos de Vietnam. Estados Unidos había sido el principal proveedor de equipos de Vietnam del Sur; gran parte del equipo dejado por el ejército de los EE. UU. y el ERV quedó bajo el control del gobierno vietnamita reunificado. El EPV capturó una gran cantidad de armas del ERV el 30 de abril de 1975 después de la captura de Saigón.
Rusia sigue siendo el mayor proveedor de armas para Vietnam; incluso después de 1986, también aumentaron las ventas de armas de otras naciones, en particular de India, Turquía, Israel, Japón, Corea del Sur y Francia. En 2016, El Presidente Barack Obama anunció el levantamiento del embargo de armas letales sobre Vietnam, lo que ha aumentado las opciones de equipamiento militar vietnamita de otros países como Estados Unidos, el Reino Unido y otros países occidentales, lo que podría permitir una modernización más rápida del ejército vietnamita. Desde 2018, Estados Unidos ha comenzado a proporcionar buques de guerra para la Guardia Costera de Vietnam como parte de la cooperación militar entre dos estados, el primero de estos barcos llegó en 2021.
Desde la década de 1960 hasta 1975, la Unión Soviética, junto con algunos países más pequeños del Bloque del Este, fue el principal proveedor de material militar para Vietnam del Norte. Después de la victoria de este último en la guerra, siguió siendo el principal proveedor de equipos de Vietnam. Estados Unidos había sido el principal proveedor de equipos de Vietnam del Sur; gran parte del equipo dejado por el ejército de los EE. UU. y el ARVN quedó bajo el control del gobierno vietnamita reunificado. El EPV capturó una gran cantidad de armas del ARVN el 30 de abril de 1975 después de la captura de Saigón.
A pesar de que Rusia sigue siendo el mayor proveedor de armas de Vietnam, la creciente cooperación con Israel ha resultado en el desarrollo de armamento vietnamita con una fuerte mezcla de armas rusas e israelíes. Por ejemplo, las pistolas PKMS, GK1 y GK3 son tres armas autóctonas fabricadas en Vietnam inspiradas en el Galil ACE de Israel. Muchas nuevas armas, armaduras y equipos vietnamitas también están muy influenciados por las doctrinas militares israelíes, debido a las largas y problemáticas relaciones de Vietnam con la mayoría de sus vecinos.